# Estación de Chasse-sur-Rhône
La estación de Chasse-sur-Rhône es una estación ferroviaria francesa de la línea París - Marsella, situada en la comuna de Chasse-sur-Rhône, en el departamento de Isère, en la región de Ródano-Alpes. Por ella transitan únicamente trenes regionales. 

## Situación ferroviaria
La estación se encuentra en la línea férrea París-Marsella (PK 532,002). 

## Descripción
La estación se compone de tres andenes, uno lateral y dos central y de seis vías, una de ellas sin acceso a andén. Además, posee una gran número de vías de servicio, derivadas de una antigua estación de clasificación cercana. 

## Servicios ferroviarios

### Regionales
Los TER Ródano Alpes recorren el siguiente trazado:
- Línea Lyon - Vienne.